# Nouillonpont
Nouillonpont és un municipi francès situat al departament del Mosa i a la regió del Gran Est. L'any 2007 tenia 239 habitants.

## Demografia

### Població
El 2007 la població de fet de Nouillonpont era de 239 persones. Hi havia 95 famílies, de les quals 35 eren unipersonals (26 homes vivint sols i 9 dones vivint soles), 26 parelles sense fills i 34 parelles amb fills.
La població ha evolucionat segons el següent gràfic:
Habitants censats

### Habitatges
El 2007 hi havia 104 habitatges, 97 eren l'habitatge principal de la família, 1 era una segona residència i 5 estaven desocupats. 99 eren cases i 4 eren apartaments. Dels 97 habitatges principals, 86 estaven ocupats pels seus propietaris, 9 estaven llogats i ocupats pels llogaters i 3 estaven cedits a títol gratuït; 2 tenien dues cambres, 10 en tenien tres, 26 en tenien quatre i 60 en tenien cinc o més. 82 habitatges disposaven pel capbaix d'una plaça de pàrquing. A 51 habitatges hi havia un automòbil i a 40 n'hi havia dos o més.

### Piràmide de població
La piràmide de població per edats i sexe el 2009 era:
| Homes | Edats   | Dones |
| ----- | ------- | ----- |
| 0     | 95 o +  | 0     |
| 0     | 90 a 94 | 0     |
| 0     | 85 a 89 | 16    |
| 0     | 80 a 84 | 0     |
| 0     | 75 a 79 | 0     |
| 8     | 70 a 74 | 0     |
| 4     | 65 a 69 | 8     |
| 16    | 60 a 64 | 8     |
| 0     | 55 a 59 | 0     |
| 0     | 50 a 54 | 0     |
| 4     | 45 a 49 | 0     |
| 8     | 40 a 44 | 20    |
| 8     | 35 a 39 | 12    |
| 4     | 30 a 34 | 0     |
| 0     | 25 a 29 | 4     |
| 4     | 20 a 24 | 0     |
| 8     | 15 a 19 | 12    |
| 12    | 10 a 14 | 12    |
| 4     | 5 a 9   | 4     |
| 4     | 0 a 4   | 4     |

## Economia
El 2007 la població en edat de treballar era de 136 persones, 103 eren actives i 33 eren inactives. De les 103 persones actives 94 estaven ocupades (57 homes i 37 dones) i 8 estaven aturades (5 homes i 3 dones). De les 33 persones inactives 6 estaven jubilades, 10 estaven estudiant i 17 estaven classificades com a «altres inactius».

### Ingressos
El 2009 a Nouillonpont hi havia 96 unitats fiscals que integraven 229 persones, la mediana anual d'ingressos fiscals per persona era de 17.289 €.

### Activitats econòmiques
L'únic establiment que hi havia el 2007 era d'una empresa de construcció.
Dels 2 establiments de servei als particulars que hi havia el 2009, 1 era una fusteria i 1 restaurant.
L'any 2000 a Nouillonpont hi havia 10 explotacions agrícoles.

## Poblacions més properes
El següent diagrama mostra les poblacions més properes.